# The L.A. Complex
The L.A. Complex (urspr.: Highland Gardens) ist eine kanadische Fernsehserie, die seit 2012 für den Sender MuchMusic produziert wurde. Im März 2012 gab der Sender die Produktion von weiteren 13 Episoden bekannt. Im Dezember 2012 gab der Sender die Absetzung der Serie bekannt.

## Handlung
Die Serie handelt von jungen Menschen, die in Hollywood ihren Durchbruch schaffen wollen und alle im selben Apartment-Komplex, dem Motel The Luxory Suits (auch The Lux genannt), in Los Angeles wohnen. Zu Beginn der Serie zieht die junge und erfolglose Schauspielerin Abby Vargas ein. Ihre Freunde und Familie drängen sie dazu, nach Hause zu kommen, aber Abby will in L.A. ihren Durchbruch als Schauspielerin schaffen. Im Motel lernt sie die Tänzerin Alice Lowe kennen, die jeden Tag hart für einen Job als Profitänzerin arbeitet. Außerdem lernt sie Nick, Tariq, Raquel und Connor kennen, die alle ebenfalls im The Lux wohnen. Der Stand-up-Comedian Nick Wagner arbeitet in einem Diner und versucht seine Bühnenangst in den Griff zu bekommen. Tariq Muhammad arbeitet als Assistent in einem Tonstudio und muss erkennen, dass er dadurch nicht berühmt wird. Die Schauspielerin Raquel Westbrook war schon mal in einer kurzlebigen Fernsehserie zu sehen und will nicht einsehen, dass sie keinen Erfolg mehr hat. Dann gibt es noch Connor Lake, der endlich eine Hauptrolle in einer neuen Serie erhalten hat, doch das bedeutet auch, dass er das The Lux verlassen muss und seine Freunde allein zurücklässt. Hinzu kommen seine psychischen Probleme im Umgang mit anderen Menschen sowie sich selbst.

## Besetzung

### Hauptbesetzung
| Rolle            | Schauspieler            | Hauptrolle (Episoden) | Nebenrolle (Episoden) |
| ---------------- | ----------------------- | --------------------- | --------------------- |
| Connor Lake      | Jonathan Patrick Moore  | 1.01–2.13             |                       |
| Nick Wagner      | Joe Dinicol             | 1.01–2.13             |                       |
| Alicia Lowe      | Chelan Simmons          | 1.01–1.06             | 2.01–2.13             |
| Abby Vargas      | Cassie Steele           | 1.01–2.13             |                       |
| Tariq Muhammad   | Benjamin Charles Watson | 1.01–1.06             | 2.01–2.13             |
| Raquel Westbrook | Jewel Staite            | 1.01–2.13             |                       |
| Kaldrick King    | Andra Fuller            | 1.02–2.13             |                       |
| Beth Pirelli     | Dayle McLeod            | 2.01–2.13             |                       |
| Simon Pirelli    | Michael Levinson        | 2.01–2.13             |                       |
| Sabrina Reynolds | Georgina Reilly         | 2.01–2.13             | 1.05–1.06             |

### Nebenbesetzung
| Rolle            | Schauspieler         | Nebenrolle (Episoden) |
| ---------------- | -------------------- | --------------------- |
| Eddie Demir      | Ennis Esmer          | 1.01–2.13             |
| Cam              | Kristopher Turner    | 1.01–2.13             |
| Dynasty          | Dayo Ade             | 1.01–2.13             |
| Kevin            | Jordan Johnson-Hinds | 1.01–2.13             |
| Ricky Lloyd      | Aaron Abrams         | 1.02–1.05, 2.06–2.12  |
| Katee            | Kate Todd            | 1.01–1.05             |
| Scott Cray       | Ryan Belleville      | 2.01–2.13             |
| Donald Gallagher | Alan Thicke          | 2.01–2.03, 2.07       |
| Brandon Kelly    | Brett Dier           | 2.01–2.13             |
| Laura Knight     | Megan Hutchings      | 2.01–2.13             |
| Dita             | Rebecca Dalton       | 2.01–2.07             |
| Jennifer Bell    | Krista Allen         | 2.02–2.13             |
| Gray Sanders     | Steve Byers          | 2.08–2.13             |
| Dean Pirelli     | Louis Ferreira       | 2.08–2.13             |

## Ausstrahlung
Die Serie feierte am 10. Januar 2012 auf dem Sender CTV ihre Premiere, bevor sie dann vom 17. Januar bis zum 14. Februar 2012 auf dem kanadischen Sender MuchMusic ausgestrahlt wurde. In den USA wird die Serie von dem Sender The CW ausgestrahlt, der sich nach dem Erfolg der ersten 6 Episoden die Rechte an der Serie für den US-Markt gesichert hatte. Er strahlte die erste Staffel zwischen dem 24. April 2012 und 29. Mai 2012 aus. Obwohl die Serie auf The CW miserable Einschaltquoten erzielte, wird der Sender die zweite Staffel auch ausstrahlen. Die zweite Staffel wurde zwischen dem 17. Juli und dem 24. September 2012 auf MuchMusic und The CW ausgestrahlt.
Eine deutschsprachige Ausstrahlung ist für den 21. April 2013 auf dem Pay-TV-Sender MTV geplant.

## Episodenliste

### Staffel 1
| Nr. (ges.) | Nr. (St.) | Deutscher Titel       | Originaltitel              | Erstausstrahlung Kanada | Deutschsprachige Erstausstrahlung (D) | Regie          | Drehbuch                    |
| ---------- | --------- | --------------------- | -------------------------- | ----------------------- | ------------------------------------- | -------------- | --------------------------- |
| 1          | 1         | Party in L. A.        | Down in LA                 | 10. Jan. 2012           | 21. Apr. 2013                         | Martin Gero    | Martin Gero                 |
| 2          | 2         | Tu etwas              | Do Something               | 17. Jan. 2012           | 28. Apr. 2013                         | Martin Gero    | Aaron Abrams                |
| 3          | 3         | Beziehungen           | Who You Know               | 24. Jan. 2012           | 5. Mai 2013                           | Stefan Brogren | Matt Huether & Cole Bastedo |
| 4          | 4         | Auf der anderen Seite | The Other Side of the Door | 31. Jan. 2012           | 12. Mai 2013                          | Stefan Brogren | Karen Hill                  |
| 5          | 5         | Zuhause               | Home                       | 7. Feb. 2012            | 19. Mai 2013                          | Martin Gero    | Brendan Gall                |
| 6          | 6         | Brenn es nieder       | Burn It Down               | 14. Feb. 2012           | 26. Mai 2013                          | Martin Gero    | Martin Gero                 |

### Staffel 2
| Nr. (ges.) | Nr. (St.) | Deutscher Titel     | Originaltitel       | Erstausstrahlung Kanada | Deutschsprachige Erstausstrahlung (—) | Regie            | Drehbuch        |
| ---------- | --------- | ------------------- | ------------------- | ----------------------- | ------------------------------------- | ---------------- | --------------- |
| 7          | 1         | Neue Gelegenheiten  | Vacancy             | 17. Juli 2012           | 2. Juni 2013                          | Martin Gero      | Martin Gero     |
| 8          | 2         | Der Vertrag         | The Contract        | 24. Juli 2012           | 9. Juni 2013                          | Martin Gero      | Martin Gero     |
| 9          | 3         | Prioritäten         | Choose Your Battles | 31. Juli 2012           | 16. Juni 2013                         | Martin Gero      | Karen Hill      |
| 10         | 4         | Sei ein Mann        | Be a Man            | 7. Aug. 2012            | 23. Juni 2013                         | Stefan Brogren   | Brendan Gall    |
| 11         | 5         | Zeit für sich       | Taking the Day      | 14. Aug. 2012           | 30. Juni 2013                         | Stefan Brogren   | Carl Binder     |
| 12         | 6         | Dreiergespanne      | Rules of Thirds     | 21. Aug. 2012           | 7. Juli 2013                          | Stefan Brogren   | Carl Binder     |
| 13         | 7         | Halbe Sachen        | Halfway             | 27. Aug. 2012           | 14. Juli 2013                         | Bruce McDonald   | Martin Gero     |
| 14         | 8         | Bleib               | Stay                | 3. Sep. 2012            | 21. Juli 2013                         | Stefan Brogren   | Brendan Gall    |
| 15         | 9         | Aushilfe gesucht    | Help Wanted         | 17. Sep. 2012           | 28. Juli 2013                         | Bruce McDonald   | Vera Santamaria |
| 16         | 10        | Bring es in Ordnung | Make It Right       | 17. Sep. 2012           | —                                     | Peter Wellington | Carl Binder     |
| 17         | 11        | Jetzt oder nie      | Now Or Never        | 17. Sep. 2012           | —                                     | Peter Wellington | Lara Azzopardi  |
| 18         | 12        | X und O             | Xs and Os           | 24. Sep. 2012           | —                                     | Martin Gero      | Brendan Gall    |
| 19         | 13        | Abschiede           | Don’t Say Goodbye   | 24. Sep. 2012           | —                                     | Martin Gero      | Martin Gero     |

## Mögliche Neuauflage
2018 begann der Erschaffer und Produzent der Serie, Martin Gero, zusammen mit dem US-Sender The CW und Warner Bros. Television eine Neuauflage der Serie zu entwickeln. Die Neuauflage wird von Gero und seinem oftmaligen Kollegen Brendan Gall geschrieben, die auch zusammen als Executive Producer fungieren. Die Serie soll sich um eine neue Gruppe von Bewohnern des Apartment-Komplexes drehen, die ebenfalls versuchen, Karriere in Hollywood zu machen.